# Cystisoma neptunus
Cystisoma neptunus is een vlokreeftensoort uit de familie van de Cystisomatidae. De wetenschappelijke naam van de soort is voor het eerst geldig gepubliceerd in 1842 door Guérin-Méneville.